# 五個荘郵便局
五個荘郵便局（ごかしょうゆうびんきょく）は、滋賀県東近江市にある郵便局。民営化前の分類では、無集配特定郵便局だった。

## 概要
かつては旧五個荘町内全域を管轄する集配郵便局だったが、民営化前の集配郵便局再編の際、当局の集配業務は八日市郵便局へ移管し、無集配特定郵便局となった。

## 沿革

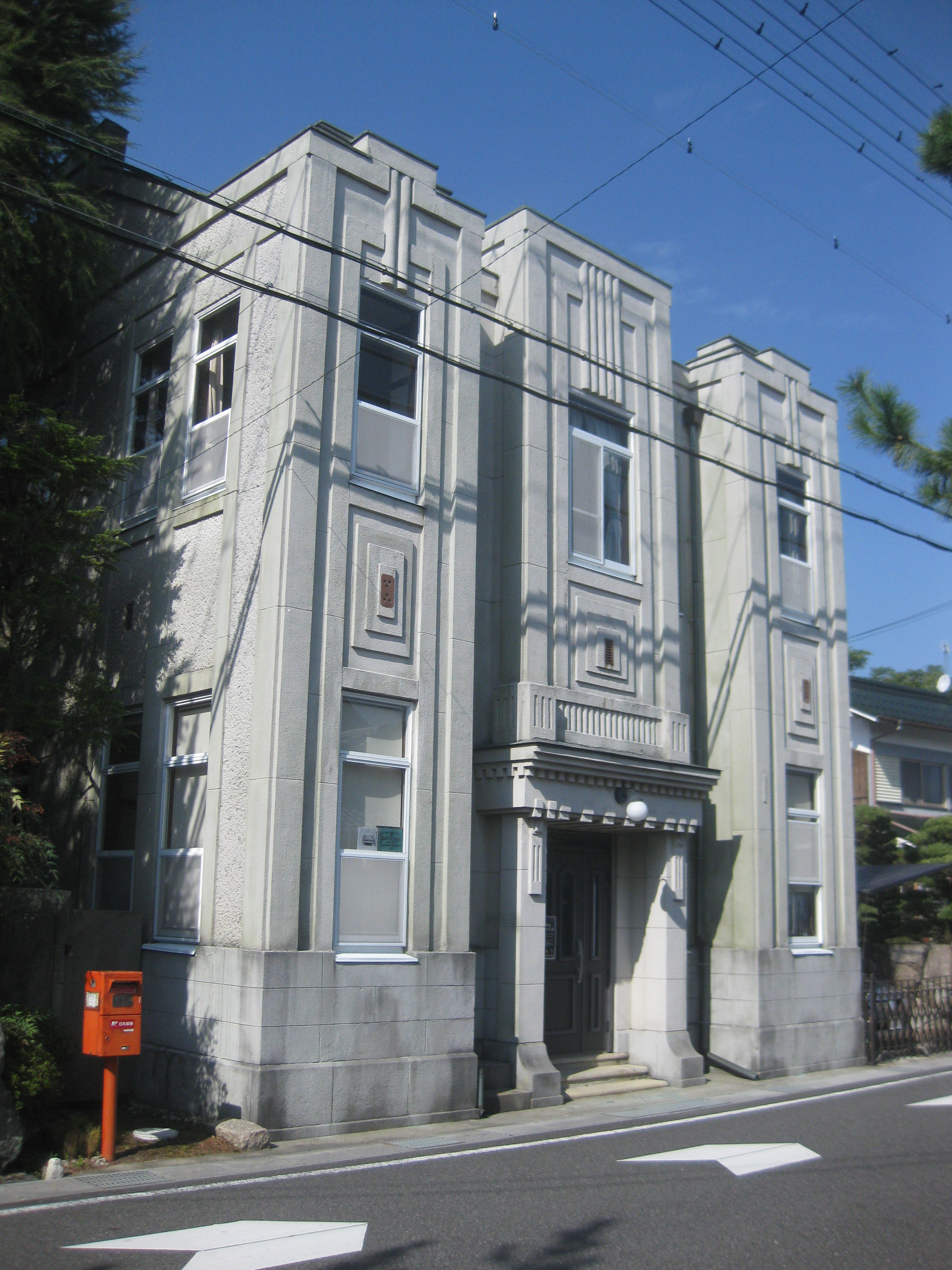
旧局舎。2009年に「松居家住宅洋館」として登録有形文化財に登録。

- 1903年（明治36年）12月10日 - 竜田郵便受取所として開局。
- 1925年（大正14年）3月21日 - 五箇荘郵便局に改称。
- 1964年（昭和39年）6月1日 - 五個荘郵便局に改称。
- 2006年（平成18年）9月25日 - 民営化に伴い、郵便事業会社八日市支店へ集配業務を移管。同時にゆうゆう窓口も廃止。
- 2007年（平成19年）10月1日 - 民営化。
- 2012年（平成24年）10月1日 - 日本郵便株式会社発足。

## 取扱内容
- 郵便、印紙、ゆうパック、内容証明
- 貯金、為替、振替、振込、国際送金、国債、投資信託
- 生命保険、バイク自賠責保険、がん保険、引受条件緩和型医療保険
- ゆうちょ銀行ATM

## 風景印
- 図案は五個荘の旧街並み（蔵屋敷）と歩く近江商人達、局名表記は「滋賀　五個荘」
- 使用開始日は1983年（昭和58年）12月1日

## 周辺
- 東近江市役所 五個荘支所
- 東近江市市立 五個荘中学校
- 東近江市立 五個荘図書館
- 五個荘中央公園

## アクセス
駐車場あり（3台）